# Fortonia
Fortonia is een Duits historisch merk van motorfietsen.
De bedrijfsnaam was: Fortonia Motorenwerk GmbH, Schloß Holte, Westfalen.
Fortonio begon in 1924 met de productie van motorfietsen met 2½ en 3,8 pk eencilindermotoren. De Duitse motorboom was toen al in volle gang: honderden kleine merken verdrongen zich op de markt, die daardoor snel verzadigd raakte. Toen in 1925 ruim 150 van deze merken weer verdwenen was Fortonia daar ook bij.